# Nicola Antonio Zingarelli
Nicola (ook: Niccolò) Antonio Zingarelli (Napels, 4 april 1752 – Torre del Greco, Napels, 5 mei 1837) was een Italiaans componist, muziekpedagoog, organist en dirigent.

## Levensloop
Zingarelli ging na het overlijden van zijn vader samen met zijn broers Francesco en Giuseppe voor muziekstudies aan het Conservatorio di Santa Maria di Loreto in Napels, waar toen ook Domenico Cimarosa en Giuseppe Giordani studeerden. Zijn leraren waren Fedele Fenarolis en later Abbate Alessandro Speranza, een leerling van Francesco Durante. In 1768 ging aan het conservatorium zijn Intermezzo giocoso "I quattro pazzi" in première.
Op 22 juli 1772 werd hij organist aan de Annunziata-toren. Met steun van de hertogin van Castelpagano ging op 13 augustus 1781 zijn eerste opera Montezuma in het Theatro San Carlo in Napels in première. Ook de bekende opera's in Milaan, Venetië, Mantua, Turijn, Florence, Rome en zelfs in Parijs voerden de succesvolle werken van Zingarelli uit. In 1790 ging in Parijs zijn opera Antigone in première. In september 1790 ging hij bij Belle van Zuylen op bezoek en bleef drie maanden. Ze werkten samen aan haar opera, genaamd Les femmes. De samenwerking was niet erg goed te noemen, en het werk is nooit opgevoerd.
In 1793 kreeg Zingarelli de begeerde positie van de domkapelmeester van Milaan. Zijn werk moet heel succesvol geweest zijn, want hij werd in 1794 genomineerd als kapelmeester van de kerk Santuario della Santa Casa di Loreto in Rome. In 1804 werd hij zelfs pauselijke kapelmeester van het koor van de Cappella Sistina (Sixtijnse Kapel). In 1811 componeerde hij ter gelegenheid van de geboorte van de eerste zoon van Napoleon Bonaparte (I), de latere Napoleon II, een Te Deum, dat hij ook zelf dirigeert. Maar de gehechtheid aan de Paus veroorzaakte, dat hij bij Napoleon Bonaparte in ongenade viel. Dat was de reden waarom hij in 1812 weer terugging naar Napels. Daar werd hij directeur van het Real Collegio di Musica di Napoli (Koninklijke Muziekschool), en werkt samen met collegas als Giovanni Paisiello, Giacomo Tritto en Fedele Fenaroli. Na het overlijden van Giovanni Paisiello in 1816 werd hij ook kapelmeester van de domkerk van Napels. In Napels was hij als organist, componist en professor heel productief.
Zingarelli was een van de laatste vertegenwoordigers van het begin van de 18e eeuw door Alessandro Scarlatti opgerichte Napelse school. Zijn opera's, in het bijzonder Romeo e Giulietta, oogstten tot het optreden van Gioacchino Rossini veel succes in heel Europa. Ook de in zijn laatste levensjaren geschreven kerkcomposities staan qua deugdelijkheid in vergelijk tot de composities van zijn tijdgenoten bovenaan. Tot zijn bekendste leerlingen behoren Vincenzo Bellini, Michele Costa, Vincenzo Morlacchi. Errico Petrella, Gaetano Donizetti en Saverio Mercadante. Gaetano Donizetti heeft zijn requiem uit 1837 aan zijn leraar Zingarelli opgedragen.
Als componist schreef Zingarelli elf pastorellen (o.a. werken voor orgel), kamermuziek, 70 symfonieën voor orkest, vocale muziek, 168 missen, 30 Requiem en talrijke andere delen uit de mis, psalmen, vespers, hymnen, magnificats, litanieën, sequensen, gezangen voor de goede week, 250 motetten, 5 oratoria, Italiaanse cantates en 40 opera's.

## Composities

### Werken voor orkest
- 1768 I quattro pazzi, intermezzo
- 1785 Sinfonia Milanese in re-minore (d klein)
- 1785 Sinfonia Milanese in re-maggiore (D groot)
- 1785 Sinfonia Milanese in mi-maggiore (E groot)
- 1815-1835 Sinfonia in mib-maggiore (Es-groot)
- 1815-1835 Sinfonia in re-maggiore (D groot)
  1. Allegro con brio
- 1815-1835 Sinfonia in mi-minore (e klein)
- 1836 Sinfonia Funebre in do-minore (c klein)
  1. Adagio
  2. Allegro
- Sinfonia in do-maggiore (C-groot)
  1. Larghetto
  2. Allegro giusto
- Sinfonia in do-maggiore (C-groot)
  1. Larghetto
  2. Allegro

### Werken voor harmonieorkest
- Classic Motet

### Missen, cantates, oratoria en gewijde muziek
- 1794 Gerusalemme distrutta, oratorium
- 1806 Conversione di San Paolo, cantate
- 1811 Te Deum
- 1818 L' amor filiale, cantate - tekst: Francesco Ruffa
- 1825 Le tre ore dell'agonia del Nostro Signore Gesu Cristo
  1. Intro: "Gia Trafitto In Duro Legno..."
  2. Prima Parola: "Pater Dimitte Illis Quia Nesciunt Quid Faciunt"
  3. Seconda Parola: "Hodie Mecum Eris In Paradiso" Quando Morte Coll
  4. Terza Parola: "Mulier, Ecce Filius Tuus. Filius, Ecce Mater Tua"
  5. Quarta Parola: "Deus Meus, Deus Meus Utquid Me Dereliquisti Me?"
  6. Quinta Parola: "Sitio, Sitio, Sitio"- Qual Giglio Candido Allor Che Il Cielo
  7. Sesta Parola: "Consummatum Est" L'alta Impresa E Gia Compita...
  8. Settima Parola: "In Manus Tuas Domine, Commendo Spiritum Meum" Jesus...
  9. Amen
- 1826 Miserere
- 1829 Cantate, voor het Birmingham Festival
- 1837 Requiem, voor de eigen dodenmis van de componist
- All'armi franche, cantata rivoluzionaria
- Amor timido, cantate voor sopraan en strijkers
- Dante-Inferno - Canto Trentesimoterzo
  1. Recitativo: "La Bocca Sollevo Dal Fiero Pasto..."
  2. Recitativo: "Tu Vuo Ch'io Rinovelli..."
  3. Allegro Moderato: "Lo Non so Chi Tu se', Ne Per Che Modo..."
  4. Andante: "Breve Pertugio Dentro Dalla Muda..."
  5. Allegro Vivace: "Ben Se' Crudel, Se Tu Gia Non Ti Duoli..."
  6. Recitativo: "Come Un Poco Di Raggio Si Fu Messo..."
  7. Andante Sostenuto: "Padre, Assai Ci Fia Men Doglia..."
  8. Allegro: "Quetami Allor Per Non Farli Piu Tristi;..."
  9. Recitativo: "Quand'ebbe Detto Cio, Con Li Occhi Torti..."
  10. Allegro: "Ahi Pisa, Vituperio Delle Genti..."
- De vlucht naar Egypte, oratorium
- Didone, monoloog voor sopraan en strijkers
- Due sinfonie lauretane
- Ero, monoloog voor sopraan en strijkers
- Il nuotator d'Abido, voor sopraan en strijkers
- Requiem, voor de Napels minister Medici
- 28 verdere Requiem
- Salve Regina, voor bas en orgel
- 30 Stabat Mater
- Tre ore di agonia di Nostro Signore Gesù Cristo

### Muziektheater

#### Opera's
| Voltooid in | titel                                                     | aktes   | première                                             | libretto                                               |
| ----------- | --------------------------------------------------------- | ------- | ---------------------------------------------------- | ------------------------------------------------------ |
| 1768/1772   | I quattro pazzi                                           |         | 1768, Napels, Conservatorio di Santa Maria di Loreto |                                                        |
| 1781        | Montezuma                                                 |         | 13 augustus 1781, Napels, Teatro San Carlo           | Vittorio Amedeo Cigna-Santi                            |
| 1785        | Alsinda                                                   |         | 22 februari 1785, Milaan, Teatro alla Scala          | Ferdinando Moretti                                     |
| 1785        | Ricimero                                                  |         | 5 mei 1785, Venetië                                  | Francesco Silvani                                      |
| 1786        | Armida                                                    |         | carnaval 1786, Rome                                  | Jacopo Durandi en Francesco Saverio de Rogatis         |
| 1786        | Antigono                                                  |         | 13 april 1786, Mantua                                | Pietro Metastasio                                      |
| 1787        | Ifigenia in Aulide                                        |         | 27 januari 1787, Milaan, Teatro alla Scala           | Ferdinando Moretti                                     |
| 1789        | Artaserse                                                 |         | 19 maart 1789, Triëst                                | Pietro Metastasio                                      |
| 1790        | Antigone                                                  | 3 aktes | 30 april 1790, Parijs, Grand Opéra Garnier           | Jean François Marmontel                                |
| 1791        | Pirro, re d'Epiro                                         | 3 aktes | 25 december 1791, Milaan, Teatro alla Scala          | Giovanni de Gamerra                                    |
| 1792        | Annibale in Torino                                        |         | carnaval 1792 Turijn, Teatro Regio                   | Jacopo Durandi                                         |
| 1792        | Atalanta                                                  |         | carnaval 1792, Turijn, Teatro Regio                  | C. Olivieri                                            |
| 1792        | L'oracolo sannita                                         |         | carnaval 1792, Turijn, Teatro Regio                  | D. Del Tufo                                            |
| 1792        | Il mercato di Monfregoso                                  | 2 aktes | 22 februari 1792, Milaan, Teatro alla Scala          | Carlo Goldoni, gebaseerd op «Il mercato di Malmantile» |
| 1793        | La Rossana                                                |         | carnaval 1793, Genua, Teatro Carlo Felice            | P. Calvi                                               |
| 1793        | La secchia rapita                                         |         | 7 september 1793, Milaan, Teatro alla Scala          | Angelo Anelli                                          |
| 1793        | Apelle e Campapse                                         |         | 18 november 1793, Venetië, Teatro La Fenice          | Antonio Simone Sografi                                 |
| 1794        | Gerusalemme distrutta; ook: La distruzione di Gerusalemme | 2 aktes | maart 1794, Florence, Teatro della Pergola           |                                                        |
| 1794        | Alzira                                                    |         | 7 september 1794, Florence, Teatro della Pergola     | Gaetano Rossi, naar Voltaire                           |
| 1794        | Quinto Fabio                                              |         | herfst 1794, Livorno                                 | Lucio Papirio, gebaseerd op Apostolo Zeno              |
| 1794        | Il conte di Saldagna                                      |         | 26 december 1794, Venetië, Teatro La Fenice          | Ferdinando Moretti                                     |
| 1795        | Gli Orazi e i Curiazi                                     |         | 4 november 1795, Napels, Teatro San Carlo            | Carlo Sernicola                                        |
| 1796        | Giulietta e Romeo - (Romeo e Giulietta)                   | 3 aktes | 30 januari 1796, Milaan, Teatro alla Scala           | Giuseppe Maria Foppa                                   |
| 1796        | Andromeda                                                 |         | 1796, Venetië                                        | Giovanni Bertati                                       |
| 1797        | La morte di Mitridate (Il Mitridate)                      |         | 27 mei 1797, Venetië, Teatro La Fenice               | Antonio Simone Sografi                                 |
| 1797-1798   | Meleagro                                                  |         | januari 1798, Milaan, Teatro alla Scala              | Giovanni Schmidt                                       |
| 1798        | Carolina e Mexicow                                        |         | carnaval 1798, Venetië, Teatro La Fenice             | Gaetano Rossi                                          |
| 1798        | Ines de Castro                                            | 2 aktes | 11 oktober 1798, Milaan, Teatro alla Scala           | A. Gasparini                                           |
| 1798        | I veri amici repubblicani                                 |         | 26 december 1798, Turijn                             | Giandomenico Boggio                                    |
| 1799        | Il ritratto                                               |         | 12 oktober 1799, Milaan, Teatro alla Scala           | Luigi Romanelli                                        |
| 1799        | Il ratto delle Sabine                                     |         | 26 december 1799, Venetië, Teatro La Fenice          | Gaetano Rossi                                          |
| 1800        | Clitennestra                                              |         | 26 december 1800, Milaan, Teatro alla Scala          | Francesco Saverio Salfi                                |
| 1802        | La notte dell'amicizia                                    |         | carnaval 1802, Venetië, Teatro La Fenice             | Giuseppe Maria Foppa                                   |
| 1802        | Edipo e Colono                                            |         | 26 december 1802, Venetië, Teatro La Fenice          | Antonio Simone Sografi                                 |
| 1803        | Il bevitore fortunato                                     |         | november 1803, Milaan, Teatro alla Scala             | Luigi Romanelli                                        |
| 1808        | Il ritorno di Serse                                       |         | 16 juli 1808, Modena                                 | G. De Ferrari                                          |
| 1811        | Baldovino                                                 |         | 11 februari 1811, Rome, Teatro Argentino             | Jacopo Ferretti                                        |
| 1811        | Berenice, regina d'Armenia                                |         | 12 november 1811, Rome, Teatro Valle                 | Jacopo Ferretti                                        |
| 1829        | Malvina; (samen met: Michele Costa)                       |         | carnaval 1829, Napels, Teatro San Carlo              |                                                        |

### Vocale muziek
- 1808 In questa tomba oscura, voor sopraan en piano - tekst: Giuseppe Carpani
- Ariette (6) da camera, voor sopraan en piano
  1. Confusa, smarrita, spiegarti vorrei
  2. Entra l'uomo all'orchè nasce

### Werken voor orgel
- Fuga in la maggiore (A-groot)
- Marcia per organo
  1. Marcia (Andante)
  2. Andante con moto
- Pastoral sonatina in re-minore (d-klein)
- Sonatina in re-minore (d-klein)

## Publicaties
- B. Guarini: Notizie della vita del Cav. D. Nicola Zingarelli, Napels. 1837.
- Catalogo della Musica lasciata da Nicola Zingarelli... Napels, 1837.
- Ulrico Hoepli: Bibliografia degli scritti di Nicola Zingarelli - 1884-1932. Milano, 1933. 60 p.
- A. de La Fage: Nicola Zingarelli, in: Miscellanées musicales, Parijs, 1844.
- G. Tebaldini: L'achivio musicale della Cappella Lauretana, Loreto. 1921.
- A. Mondolfi: Nicola Zingarelli attraverso la catalogazione dei suoi autografi nella Biblioteca di S. Pietro a Majella, in: »Il Rievocatore«, 1955.
- Rey Morgan Longyear: The Symphonies of Niccolò Zingarelli, in: Analecta Musicologica, vol. XIX, Köln. 1979. pp. 288-319
- L. Kantner: Aurea luce - Musik an St. Peter in Rom 1790-1850, Wien. 1979.
- F. Lippmann: V. Bellini und die it. Opera Seria seiner Zeit, Köln-Wien., 1969.
- Andreas Holschneider: Die Musiksammlung der Fursten Doria-Pamphilj in Rom. in: Archiv für Musikwissenschaft, 18. Jahrg., H. 3./4. 1961. pp.248-264
- Maria Caraci Vela: Niccolò Zingarelli tra mito e critica, in: «Nuova Rivista Musicale Italiana», XXII 1988. 3, pp.375-422.